# Anatrachyntis
Anatrachyntis é um gênero de traça pertencente à família Cosmopterigidae.